# Parcul Național Kaieteur
Parcul Național Kaieteur este un parc național situat în regiunea Potaro-Siparuni din Guyana. Limitele și scopul parcului sunt definite în Legea Parcului Național Kaieteur și a fost creat pentru a păstra peisajul natural (inclusiv Cascada Kaieteur), precum și fauna și flora sa. Este administrat de Comisia Parcul Național Kaieteur.
Parcul se află în ecoregiunea pădurilor umede din Guianane. Acesta este deservit de Aeroportul Internațional Kaieteur, care se află lângă Cascada Kaieteur.

## Limite
Limitele originale: începând dintr-un punct de pe malul stâng al râului Potaro, 61 m sub Tukeit Rest House Compound, apoi de-a lungul traseului către pârâul Korume, apoi până în susul pârâului Korume până la izvorul său, apoi spre și incluzând Menzies aterizând pe malul stâng al râului Potaro, apoi peste râul Potaro spre malul său drept, apoi 400 m spre interior, în jos și paralel cu malul drept al râului Potaro către un afluent fără nume până la 91 m de la baza Cascadei Tukeit, apoi pe malul stâng al afluentului până la râul Potaro, apoi până la punctul de origine.
În 1999, zona parcului a fost crescută de la 10 km² la 630 km² printr-un ordin prezidențial.